# Volvo U.S. National Indoor 1989
Il Volvo U.S. National Indoor 1989 è stato un torneo giocato sul cemento indoor del Racquet Club of Memphis a Memphis nel Tennessee. 
È stata la 88ª edizione del Torneo di Memphis, facente parte del Nabisco Grand Prix 1989.

## Campioni

### Singolare maschile
Brad Gilbert ha battuto in finale  Johan Kriek con il punteggio di 6–2, 6–2 (ritiro).

### Doppio maschile
Paul Annacone /  Christo van Rensburg hanno battuto in finale   Scott Davis /  Tim Wilkison con il punteggio di 6–4, 6–2.